# Планування маркетингу
Планува́ння ма́ркетингу -  особлива форма діяльності, спрямована на підготовку та упорядкування рішень про цілі, засоби та заходи, які в сукупності забезпечують виробництво та реалізацію продукції, задоволення наявного попиту та майбутніх потреб цільового ринку.
Плани маркетингу — головний інструмент реалізації маркетингової політики підприємства; вони узгоджують цілі ринкової діяльності і способи їх досягнення. Включає такі елементи: 
- зведення контрольних показників;
- викладення поточної маркетингової ситуації;
- перелік небезпек і можливостей;
- перелік завдань і проблем;
- стратегію маркетингу;
- програми дій;
- бюджети;
- порядок контролю.

Річний план — короткостроковий план, що описує поточну ситуацію, цілі компанії, стратегію на майбутній рік, програму дій, бюджет і форми контролю.
Огляд плану маркетингових заходів — початковий розділ маркетингового плану з коротким викладом основних цілей і рекомендацій, поданий у плані.
Цілі виходу на ринок — 
1. швидке проникнення на новий ринок;
2. одержання максимуму доходу за мінімуму витрат і заданого обсягу реалізовуваного товару.

Стратегічний план — сприяє використанню в своїх інтересах можливості в швидкозмінному середовищі за рахунок установлення і збереження стратегічної відповідності між цілями і можливостями компанії, з одного боку, і можливостями ринку, що змінюються — з другого.
Контроль маркетингу — кількісне визначення й аналіз результатів реалізації маркетингових стратегій і планів, а також здійснення коригуючих дій для досягнення поставлених цілей.
Маркетингова ревізія, маркетинговий аудит — комплексне, системне, різнобічне і регулярне дослідження маркетингового середовища, завдань, стратегій і оперативної діяльності фірми з метою виявлення проблем, а також можливостей, що відкриваються, і надання рекомендацій щодо плану дій з удосконалення маркетингової діяльності фірми.